# Lardero
Lardero è un comune spagnolo di 4 198 abitanti situato nella comunità autonoma di La Rioja.